# Zofia Gałecka-Jaśkiewicz
Zofia Gałecka-Jaśkiewicz (zm. 28 października 1990) – polska „Sprawiedliwa wśród Narodów Świata”. 

## Życiorys
W trakcie II wojny światowej Zofia Gałecka-Jaśkiewicz mieszkała w Aninie. Przed wybuchem wojny była pacjentką żydowskiej lekarki, dr. Ludmiły Zeldowicz. Zgodziła się ukryć Zeldowicz wraz z jej przyjacielem, prawnikiem Stanisławem Adlerem, który w jej mieszkaniu pisał swoje wspomnienia z wydarzeniem w getcie warszawskim. Ryzykując życie, by ratować Zeldowicz i Adlera, Zofia kierowała się pobudkami humanitarnymi i niezachwianą przyjaźnią, która zwyciężyła przeciwności losu. Kobieta z oddaniem opiekowała się Zeldowicz i Adlerem aż do wyzwolenia tych terenów w sierpniu 1944 r. przez Armię Czerwoną i Ludowe Wojsko Polskie i nigdy nie oczekiwała niczego w zamian.  
24 listopada 1983 r. Instytut Jad Waszem uhonorował Zofię Gałecką-Jaśkiewicz medalem „Sprawiedliwy wśród Narodów Świata”.